# Grégory Galbadon
Grégory Galbadon, né le 21 janvier 1973 à Coutances, est un homme politique français, membre de La République en marche. Maire de Saint-Pierre-de-Coutances, il est député de la troisième circonscription de la Manche de 2017 à 2018, remplaçant Stéphane Travert, nommé ministre de l'Agriculture.

## Biographie

### Carrière professionnelle
Après une carrière de cycliste dans l’équipe de Périers, il devient éducateur sportif ; il travaille pour la SNSM à Pirou et à Gouville-sur-Mer puis dans les communes des Pieux et de Beaumont-Hague.
En 2017, Grégory Galbadon est éducateur à la ville de Coutances chargé de coordonner le contrat de ville du quartier Claires-Fontaines.

### Carrière politique
Conseiller municipal depuis 2008, Grégory Galbadon est élu maire de Saint-Pierre-de-Coutances en 2014. Il est le suppléant de Stéphane Travert élu député de la troisième circonscription de la Manche en juin 2017. Ce dernier est nommé ministre de l'Agriculture et de l'Alimentation dans le gouvernement d'Édouard Philippe le 21 juin 2017 et Grégory Galbadon lui succède comme député le 22 juillet suivant. Il démissionne de son mandat de maire pour cause de cumul, mais reste conseiller. Il cesse d'être député le 16 novembre 2018 au retour de Stéphane Travert à l'Assemblée nationale.
En octobre 2019, avec deux autres personnalités LREM, il publie une tribune en défense de l'organisation des championnats du monde d'athlétisme 2019 et de la Coupe du monde de football 2022 au Qatar. Le journal Marianne se montre très critique à l'égard de cette tribune : « La tribune dithyrambique exhortant l’opinion publique au maintien de la Coupe du monde de football à Doha omet délibérément de décrire les conditions soupçonnées frauduleuses de son obtention. Plus grave, elle est une insulte aux milliers de travailleurs des chantiers de construction qui ont trouvé la mort dans des conditions de travail ignominieuses. Connaîtra-t-on un jour le nombre exact des victimes de la mégalomanie des uns et de la corruption des autres ? ».
Grégory Galbadon est réélu maire de Saint-Pierre-de-Coutances en mai 2020. Sur les vingt-deux candidats aux élections municipales, il est celui qui a obtenu le plus de voix.